# Ле-Компа
Лё-Компа́ (фр. Le Compas, окс. Lo Compàs) — коммуна во Франции, находится в регионе Лимузен. Департамент коммуны — Крёз. Входит в состав кантона Озанс. Округ коммуны — Обюссон.
Код INSEE коммуны — 23066.

## Население
Население коммуны на 2010 год составляло 207 человек.
| 1962 | 1968 | 1975 | 1982 | 1990 | 1999 | 2010 |
| ---- | ---- | ---- | ---- | ---- | ---- | ---- |
| 352  | 332  | 270  | 235  | 216  | 198  | 207  |

## Экономика
В 2010 году среди 110 человек трудоспособного возраста (15—64 лет) 80 были экономически активными, 30 — неактивными (показатель активности — 72,7 %, в 1999 году было 57,7 %). Из 80 активных жителей работали 74 человека (42 мужчины и 32 женщины), безработных было 6 (2 мужчин и 4 женщины). Среди 30 неактивных 8 человек были учениками или студентами, 15 — пенсионерами, 7 были неактивными по другим причинам.